# Eriosema crinitum
Eriosema crinitum är en ärtväxtart som först beskrevs av Carl Sigismund Kunth, och fick sitt nu gällande namn av George Don jr. Eriosema crinitum ingår i släktet Eriosema och familjen ärtväxter. IUCN kategoriserar arten globalt som livskraftig.

## Underarter
Arten delas in i följande underarter:
- E. c. crinitum
- E. c. discolor
- E. c. pulchellum
- E. c. stipulare